# Sutton Hoo

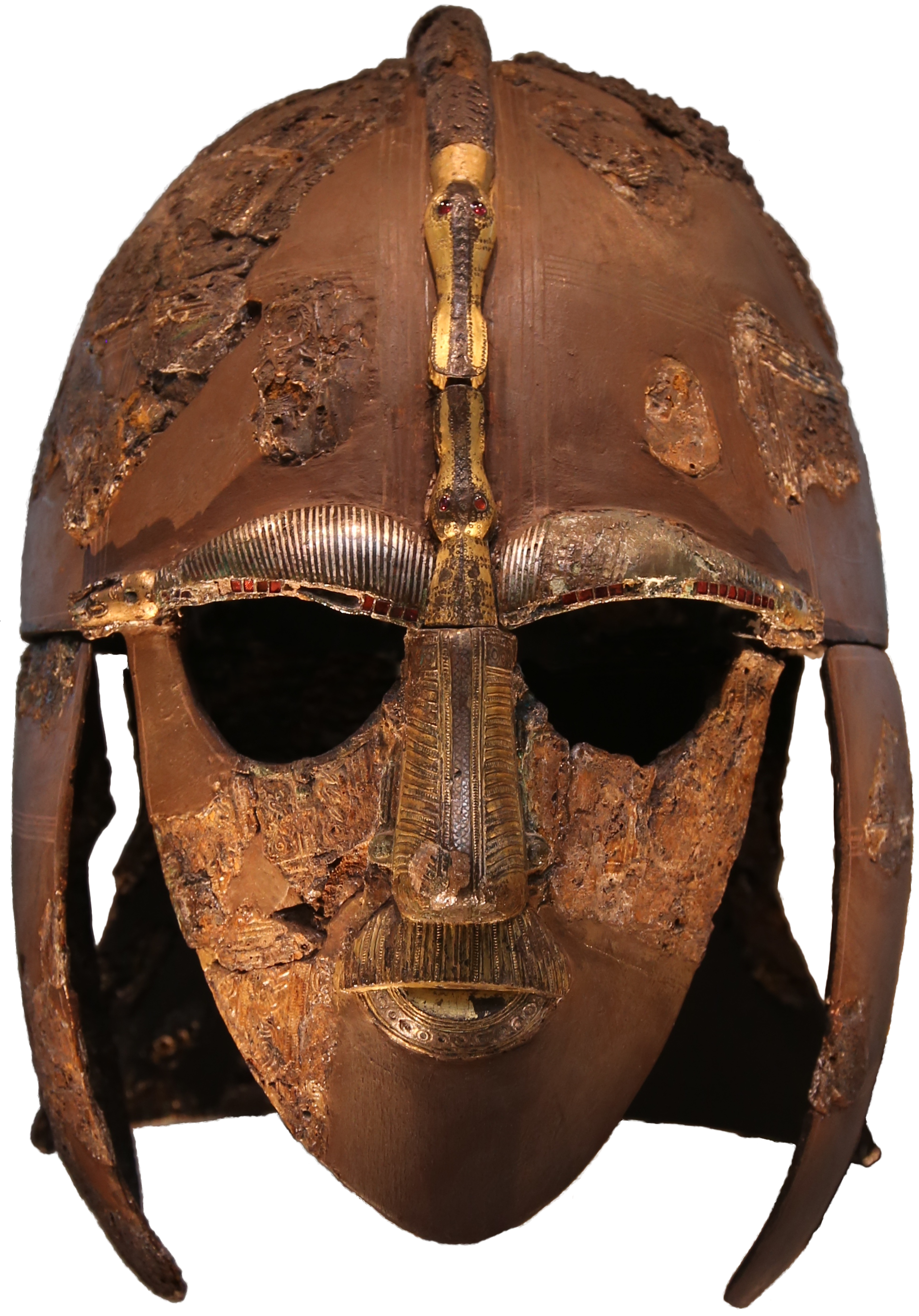
Fragmenten av hjälmen från Sutton Hoo i rum 41 på British Museum.

Sutton Hoo är en anglosaxisk begravningsplats cirka 10 km öster om Ipswich vid floden Debens mynning, nära Woodbridge, grevskapet Suffolk i sydöstra England. Namnet kommer av fornengelskans suþ (syd, söder) och tun, vilket har samma betydelse som svenskans tun (som i gårdstun) och -tuna, samt hoh vilket betyder "häl" och syftar på kullarnas form. På nutidssvenska skulle namnet alltså kunna översättas till "Sydtuna Häl". Gravplatsen består av 18 gravhögar med ett antal satellitgravar i anslutning till dessa. Platsen antas ha varit i bruk från cirka 600 till cirka 1050 e.Kr.
Gravhögarna tillkom på 600-talet. Många av de övriga gravarna verkar innehålla kvarlevorna av avrättade vid den galgplats som anlades på platsen i den senare delen av perioden.

## Gravfältet

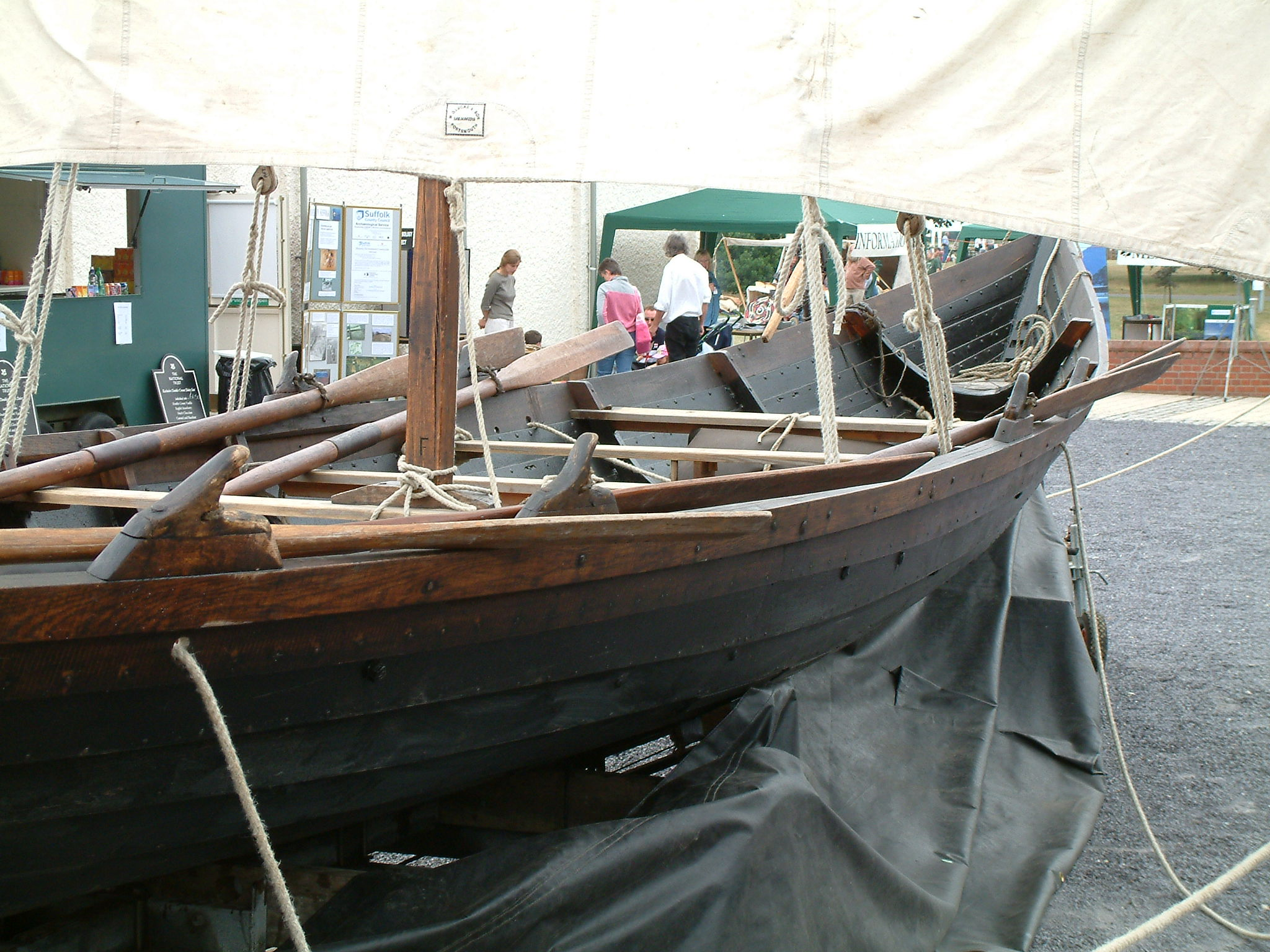
Kopia av skeppet från Sutton Hoo

Gravskicket varierar mellan brandgravar, inhumeringar och båtgravar. Utgrävningar har genomförts åren 1938 och 1939, på 1960-talet, samt även mellan 1986 och 1992. De flesta av gravhögarna har plundrats i äldre tider men gravhög nr. 1 är en av de rikaste gravarna som grävts ut från den här tiden. Ingen kropp har påträffats vid utgrävningar, men på grund av fosfathalten i jorden drar arkeologerna slutsatsen att kroppen och allt annat organiskt material helt lösts upp i den sura jorden. Den har daterats till cirka 625 e.Kr.
Gravfynden och gravskick har stora likheter med fynd i gravar från ungefär samma tid i bland annat Vendel och Valsgärde i Uppland och innehåller bland annat rikt dekorerade vapen, hjälmar, beslag och silverföremål av olika slag. Det har spekulerats om vilka som kan tänkas ligga begravda i högarna. Goda kandidater är väl kungar av Östangeln, främst kung Rædwald eller kung Sigebert, som båda dog ungefär 
vid tidpunkten för båtgravens tillkomst.

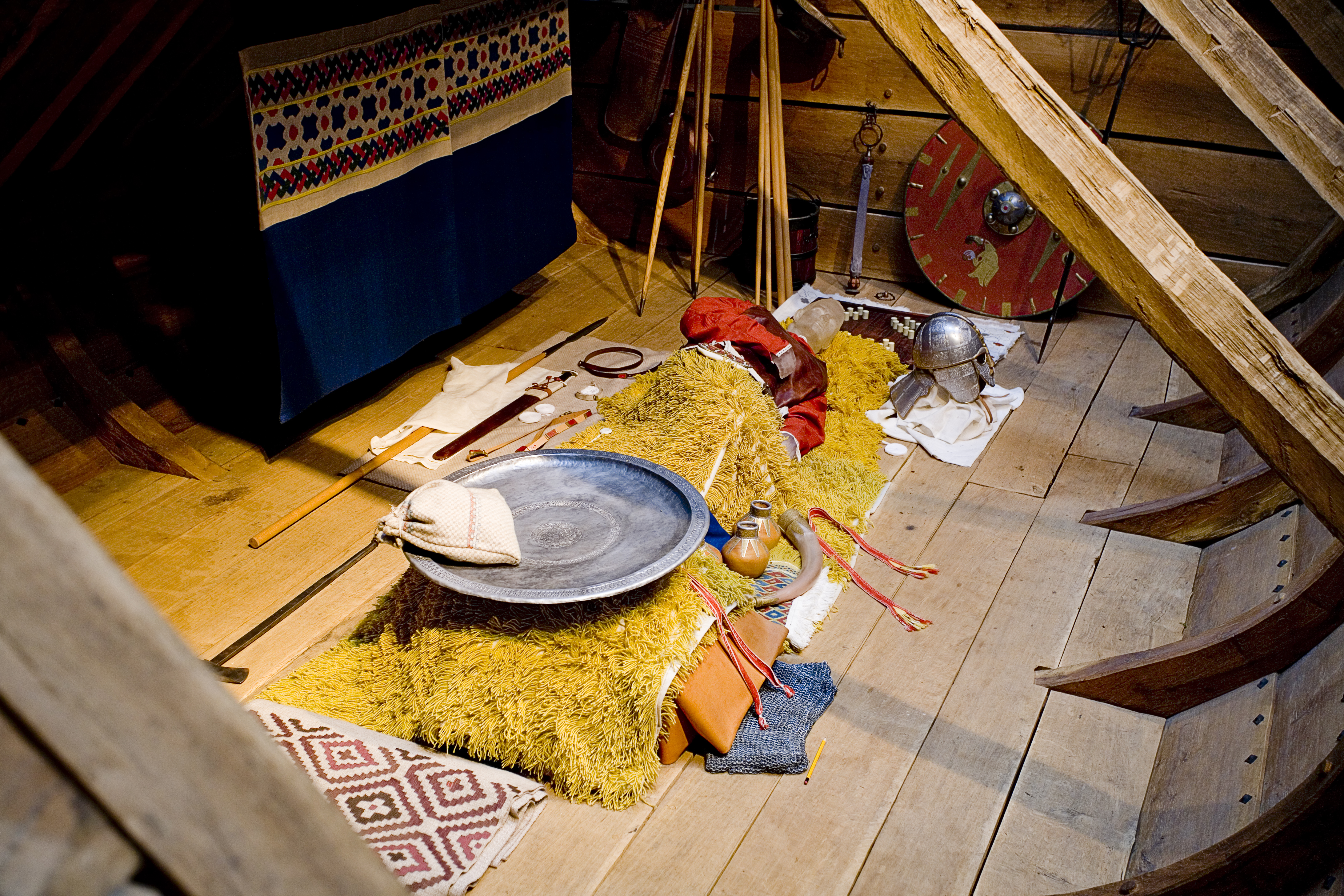
Rekonstruktion av gravkammaren.
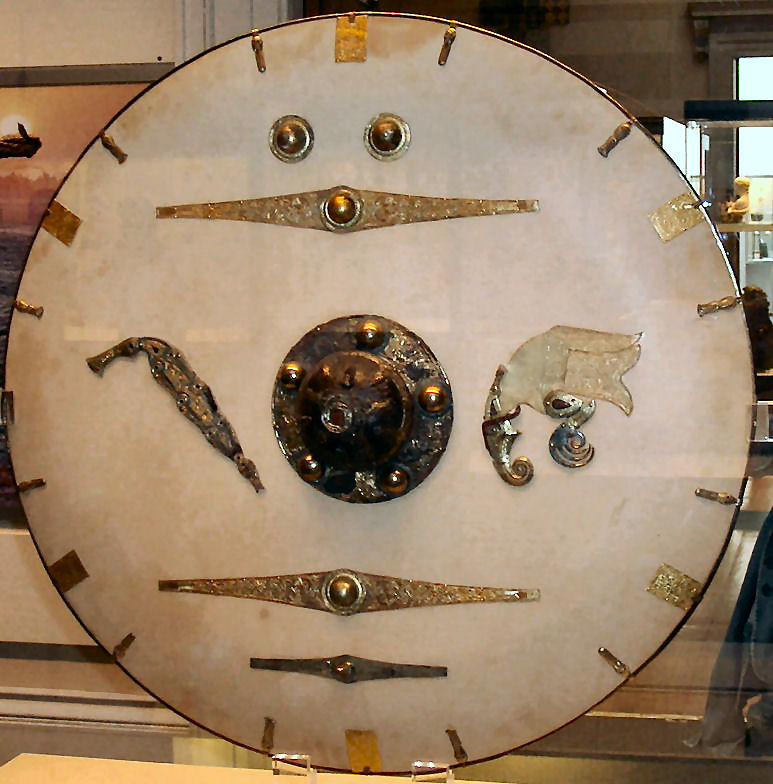
Rekonstruktion av en sköld.
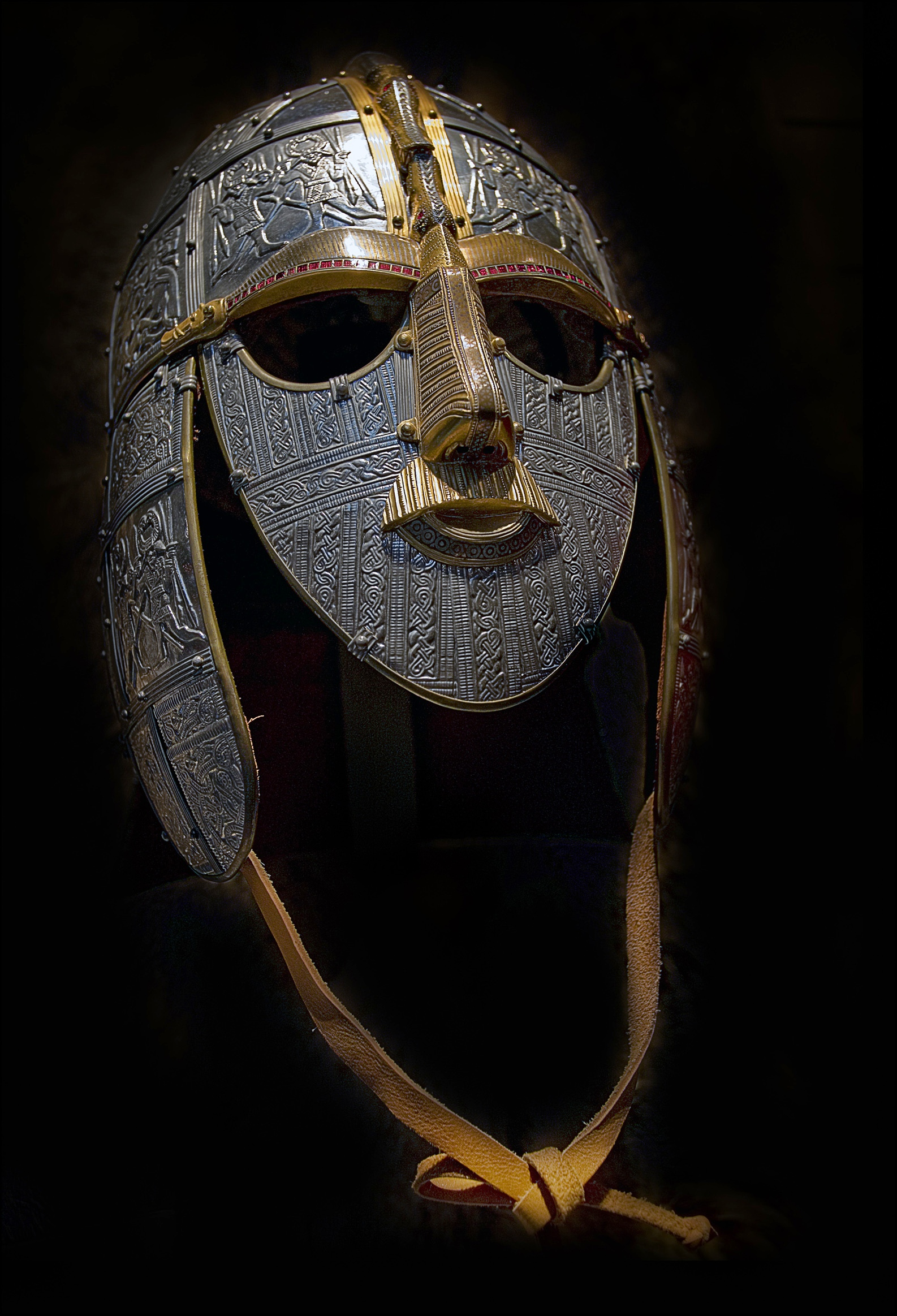
Rekonstruktion av hjälmen.
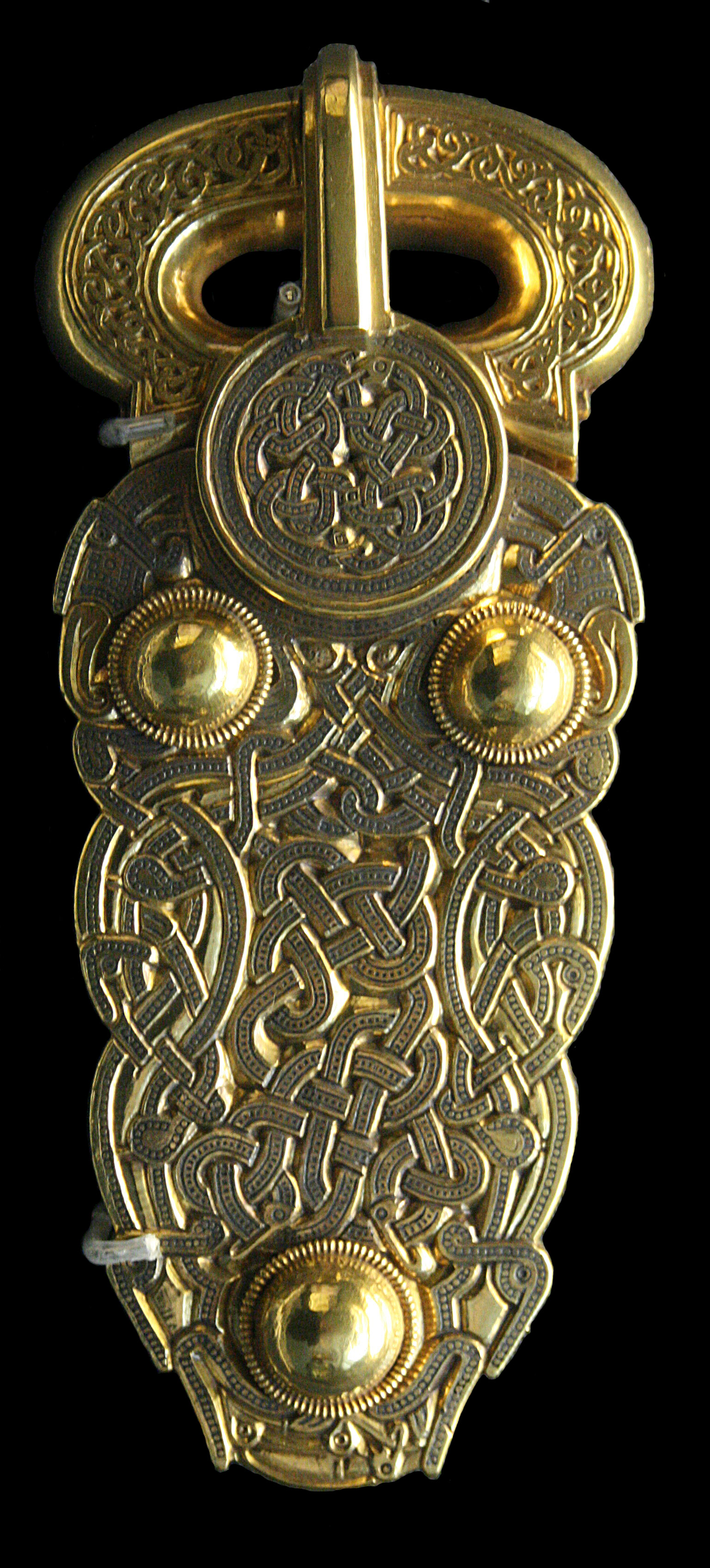
Bältesspänne.

## Skeppet
Skeppet   som en gång fanns i graven är rekonstruerat till ett 27 meter lång och 4,3 meter brett samt 1,3 meter djupt klinkbyggt skepp. Av skeppet återstod endast klinkernaglarna som borden varit fogade tillsammans med, klinkernaglarna låg i ett nästan orubbat läge i sanden.  Vid utgrävningen fastställdes att skeppet har haft nio bordgångar samt 26 spant. Stävar har varit kraftigt utformade samt förmodas ha haft en jämn sväng från kölen upp till stävnocken. Spanten har troligen varit fästa på klampar, ett liknande sätt som Nydamskeppet eftersom det inte fanns några spik vid spantens läge.  Det översta bordet har varit fäst med en 100 mm lång klinkernagel i spanten. Skeppet har varit utrustat med styråra samt håer (årtullar) för 20 roddare, samt ett råsegel

## I film
I filmen The Dig från 2021 (med bl.a. Ralph Fiennes) berättas historien om den första utgrävningen i slutet av 1930-talet.